# 양포초등학교 (포항시)
양포초등학교는 대한민국 경상북도 포항시 남구에 있는 공립 초등학교이다.

## 학교 연혁
- 1949. 09. 20 양포국민학교 설립인가
- 1949. 10. 20 양포국민학교 개교
- 1995. 09. 01 계원분교장 통합
- 1996. 03. 01 양포초등학교로 명칭 변경
- 2014. 02. 14 제63회 졸업(누계:3,202명)
- 2014. 03. 01 제33대 강동우 교장 부임
- 2014. 03. 01 5학급, 전교생 33명
- 2015. 05. 01 5학급, 전교생 34명

## 참고 자료
- 양포초등학교 - 한국교육학술정보원 학교알리미